# Solar de São Domingos do Sarzedo
O Solar de São Domingos do Sarzedo, ou Solar do Sarzedo, é um edifício histórico situado na aldeia de Sarzedo, no município de Moimenta da Beira, no Distrito de Viseu.
Classificado como Imóvel de Interesse Público (desde 26 de Fevereiro de 1982), é propriedade da família Machado Ferreira de Almeida, Lemos Nápoles Manoel e Morais Sarmento.

## Fundador
O Solar de São Domingos de Sarzedo, à entrada da povoação, foi mandado construir em 1523, por Domingos Álvares Machado, ouvidor de D. Francisco Coutinho, 4º conde de Marialva. A casa, bem como o vínculo à qual veio a pertencer, permaneceram na posse dos seus descendentes, um dos quais levou a cabo uma vasta remodelação do imóvel, terminada em 1724.

## Descrição
A construção é composta por vários corpos, incluindo o da capela, cuja articulação denuncia a evolução das diversas campanhas de obras.
O corpo principal tem fachada (a O.) dividida em dois panos de largura desigual, sendo o primeiro mais estreito, separados por pilastras. No primeiro pano rasga-se o portal principal, apilastrado, com largo lintel ornamentado, encimado por cornija e larga pedra quadrangular embutida, com motivos ilegíveis. Por baixo de uma das janelas do segundo pano existe uma grande cruz pétrea, com calvário. Merecem destaque as molduras corridas sob a cornija que sustenta o beiral, particularmente o friso decorado com molduras intervaladas exibindo pontas de diamante, semelhantes às do lintel da porta. Na fachada sul, de dois pisos, existe um balcão com guarda de ferro forjado sobre mísulas volutadas, barrocas. À fachada este adossam-se vários corpos, incluindo o da cozinha, com escada exterior de acesso ao logradouro, e grande chaminé. Os restantes corpos têm dois e três pisos, sendo que quase todos os vãos possuem molduras simples de cantaria. No piso térreo surgem as dependências destinadas a serviços e arrecadações, em loja.
No interior conservam-se vários elementos arquitectónicos e decorativos interessantes, como sejam a escadaria do átrio principal, com corrimão de volutas e balcão em pedra de estilo barroco, ou os tectos de madeira com caixotões ornamentados, um dos quais exibe a data de 1724, relativa a uma campanha de obras de remodelação do imóvel, num florão central. A cozinha tem soalho lajeado, uma imponente chaminé-lareira apoiada em colunas, e uma larga mesa de pedra.
A capela, da invocação de São Domingos, ergue-se a este do conjunto, ligada ao corpo anexo por um passadiço assente em arcos. A entrada faz-se através de portal de moldura simples, sob frontão semi-circular interrompido, de feição maneirista. A fachada principal é iluminada por duas janelas rectangulares, rematada por cornija saliente e empena contracurvada, interrompida pela pedra armoriada dos Machados, Ferreiras e Almeidas, e encimada por cruz sobre base volutada, formando conjunto nitidamente barroco. No interior destaca-se o recheio, do qual consta o largo e rico retábulo de talha dourada joanina, com a imagem do padroeiro, e os tectos em caixotões pintados da Capela e Sacristia, com cenas da vida da Virgem e Santos, entre decoração barroca.
A propriedade inclui ainda um pequeno logradouro, com telheiro sobre pilares de pedra, e jardins barrocos, desenvolvendo-se numa sucessão de tanques e canteiros de buxo, para além de vastos terrenos agrícolas.

## Senhores do Solar de São Domingos do Sarzedo
1º- Domingos Álvares Machado (casado com D.ª Maria Ferreira)
2º- Domingos Ferreira Machado (casado com D.ª Ana Machado)
3º- Manuel Machado Ferreira (casado com D.ª Maria Ribeiro de Almeida)
4º- Luis Joseph Machado Ferreira (casado com D.ª Maria Teresa Miranda, senhora de Farejinhas, concelho de Castro Daire e autor da remodelação terminada em 1724)
5º- José Bernardo Machado Ferreira de Almeida (casado com D.ª Ana Joaquina de Loureiro de Lemos e Nápoles Manoel, da Casa do Mosteiro de Pena Verde)
6º- Dr. Luis Ferreira Machado de Miranda Nápoles (casado com D.ª Antónia Tomásia da Cunha e Castro de Abreu e Nápoles, da Casa dos Barões de Proença-A-Velha).
7º- José de Nápoles Manoel Ferreira e Castro Miranda (casado com D.ª Maria de Meneses Pitta de Lemos e Nápoles Manoel, herdeira da casa e das armas dos Lemos e Nápoles Manoel)
8º- José de Lemos e Nápoles Manoel de Meneses Pitta (casado com D.ª Rufina Cândida Sarmento de Vasconcelos e Castro, filha de D.Julião Sarmento de Vasconcelos e Castro e de D.ª Margarida Augusta da Fonseca Barradas Araújo, 1ºs Viscondes de Moimenta da Beira. Foi presidente  da Câmara de Moimenta da Beira, governador civil da Guarda e deputado às Cortes pelo Partido Progressista)
9º- D.José de Lemos e Nápoles de Meneses Pitta (casado com D.ª Maria Máxima Borges de Castro Homem de Abranches Soares de Albergaria, filha de D. Luís Borges de Castro Soares de Albergaria e de D.ª Maria Henriqueta Homem de Abranches Alves Pereira Brandão, 2ºs Viscondes de Oliveira do Conde)
10ª- D.ª Maria da Assunção de Meneses Pitta e Nápoles Soares de Albergaria (casada com D. Julião Sarmento de Vasconcelos e Castro, neto dos 1ºs Viscondes de Moimenta da Beira e seu primo em 2º grau)